# 卡利尼夫卡 (盧吉尼區)
51°1′59″N 28°11′6″E / 51.03306°N 28.18500°E
卡利尼夫卡（烏克蘭語：Калинівка），是烏克蘭北部的村莊，隸屬日托米爾州的科羅斯滕區。該村處於克列姆涅河畔，始建於1739年，面積3.67平方公里，海拔高度192米，2001年人口657。